# Championnat d'Islande de football 2021
Navigation
Pepsi-deild 2020 Pepsi-deild 2022
La saison 2021 de Pepsi-deild est la cent-dixième édition de la première division de football d'Islande, qui constitue le premier échelon national islandais et oppose 12 clubs professionnels, à savoir les dix premiers de la saison 2020, ainsi que les deux premiers de la deuxième division islandaise de 2020.
Ce championnat comprend vingt-deux journées, les clubs s'affrontant deux fois en matches aller-retour. Valur Reykjavik défend son titre.

## Les 12 clubs participants
| \| Reykjavik: · Breiðablik · FH · Fylkir · KR · Stjarnan · Valur Reykjavik · Víkingur · HK · Leiknir Reykjavik Reykjavik KA Akureyri ÍA Akranes ÍBK Keflavík \| Localisation des clubs islandais. |
| Reykjavik: · Breiðablik · FH · Fylkir · KR · Stjarnan · Valur Reykjavik · Víkingur · HK · Leiknir Reykjavik Reykjavik KA Akureyri ÍA Akranes ÍBK Keflavík                                         |

La majorité des clubs disputant le championnat sont basés dans l'agglomération de la capitale Reykjavik.
Liste des clubs de Pepsi-deild 2021
| Équipe                   | Ville         | Entraîneur                  | Stade               | Capacité | Fondation |
| ------------------------ | ------------- | --------------------------- | ------------------- | -------- | --------- |
| ÍA Akranes               | Akranes       | Óskar Hrafn Þorvaldsson     | Akranesvöllur       | 4 850    | 1946      |
| KA Akureyri              | Akureyri      | Óli Stefán Flóventsson      | Akureyrarvöllur     | 1 645    | 1928      |
| Breiðablik Kópavogur     | Kópavogur     | Óskar Hrafn Þorvaldsson     | Kópavogsvöllur      | 3 009    | 1950      |
| FH Hafnarfjörður         | Hafnarfjörður | Ólafur Kristjánsson         | Kaplakrikavöllur    | 6 450    | 1929      |
| Fylkir Reykjavik         | Árbær         | Helgi Sigurdsson            | Floridana völlurinn | 5 000    | 1967      |
| ÍBK Keflavík             | Keflavík      | Sigurður Ragnar Eyjólfsson  | Keflavíkurvöllur    | 4 957    | 1956      |
| Leiknir Reykjavik        | Reykjavik     | Sigurður Heiðar Höskuldsson | Leiknisvöllur       | 1 025    | 1973      |
| Ungmennafélagið Stjarnan | Garðabær      | Rúnar Páll Sigmundsson      | Samsung völlurinn   | 1 440    | 1960      |
| KR                       | Reykjavik     | Rúnar Kristinsson           | Alvogenvöllurinn    | 3 333    | 1899      |
| Valur Reykjavik          | Reykjavik     | Heimir Guðjónsson           | Valsvöllur          | 2 464    | 1911      |
| Víkingur Reykjavik       | Reykjavik     | Arnar Gunnlaugsson          | Víkingsvöllur       | 1 848    | 1908      |
| HK Kópavogur             | Kópavogur     | Brynjar Björn Gunnarsson    | Kórinn              | 1 452    | 1969      |

## Compétition

### Règlement
La distribution des points se fait tel que suit :
- 3 points en cas de victoire
- 1 point en cas de match nul
- 0 point en cas de défaite

En cas d'égalité, les équipes sont départagées selon les critères suivants dans cet ordre :
- Différence de buts générale
- Nombre de buts marqués
- Fair-play

### Classement
| Rang | Équipe              | Pts | J  | G  | N | P  | Bp | Bc | Diff |
| ---- | ------------------- | --- | -- | -- | - | -- | -- | -- | ---- |
| 1    | Víkingur C          | 48  | 22 | 15 | 5 | 2  | 38 | 21 | +17  |
| 2    | Breiðablik          | 47  | 22 | 15 | 2 | 5  | 55 | 21 | +34  |
| 3    | KR Reykjavik        | 41  | 22 | 12 | 5 | 5  | 35 | 19 | +16  |
| 4    | KA Akureyri         | 40  | 22 | 12 | 4 | 6  | 37 | 20 | +17  |
| 5    | Valur Reykjavik T   | 39  | 22 | 12 | 3 | 7  | 37 | 26 | +11  |
| 6    | FH Hafnarfjörður    | 33  | 22 | 9  | 6 | 7  | 39 | 26 | +13  |
| 7    | Stjarnan            | 22  | 22 | 6  | 4 | 12 | 24 | 36 | -12  |
| 8    | Leiknir Reykjavik P | 22  | 22 | 6  | 4 | 12 | 18 | 32 | -14  |
| 9    | ÍA Akranes          | 21  | 22 | 6  | 3 | 13 | 29 | 44 | -15  |
| 10   | ÍBK Keflavík P      | 21  | 22 | 6  | 3 | 13 | 23 | 38 | -15  |
| 11   | HK Kópavogur        | 20  | 22 | 5  | 5 | 12 | 21 | 39 | -18  |
| 12   | Fylkir              | 16  | 22 | 3  | 7 | 12 | 18 | 51 | -33  |

|  | Qualification pour le tour préliminaire de la Ligue des champions 2022-2023                                                                                             |
|  | Qualification pour le premier tour de qualification de la Ligue Europa Conférence 2022-2023                                                                             |
|  | Relégation directe en 1. deild |
|  | T : Tenant du titre C : Vainqueur de la Coupe d'Islande L : Vainqueur de la Coupe de la Ligue islandaise S : Vainqueur de la Supercoupe d'Islande P : Promu de 1. deild |

### Résultats
| Résultats (▼dom., ►ext.)                                   | IAA | AKU | BRE | HAF | FYL | IBK | HKK | KRR | LEI | STI | VAL | VIK |
| ÍA Akranes                                                 |     | 0-2 | 2-3 | 0-3 | 5-0 | 2-2 | 4-1 | 0-2 | 3-1 | 0-0 | 2-1 | 1-1 |
| KA Akureyri                                                | 3-0 |     | 0-2 | 2-2 | 2-0 | 2-1 | 2-0 | 1-2 | 3-0 | 2-1 | 0-1 | 0-1 |
| Breiðablik Kópavogur                                       | 2-1 | 2-0 |     | 4-0 | 2-0 | 4-0 | 3-0 | 0-2 | 4-0 | 4-0 | 3-0 | 4-0 |
| FH Hafnarfjörður                                           | 5-1 | 1-1 | 1-0 |     | 1-0 | 0-0 | 2-4 | 0-2 | 5-0 | 1-1 | 1-1 | 1-2 |
| Fylkir Reykjavik                                           | 3-1 | 2-1 | 0-7 | 0-2 |     | 4-2 | 1-2 | 1-1 | 0-0 | 1-1 | 0-6 | 0-3 |
| ÍBK Keflavík                                               | 2-3 | 1-4 | 2-0 | 0-5 | 1-1 |     | 2-0 | 0-2 | 1-0 | 2-0 | 1-2 | 1-2 |
| HK Kópavogur                                               | 1-3 | 0-0 | 2-3 | 1-3 | 2-2 | 1-0 |     | 0-1 | 2-1 | 1-0 | 0-3 | 0-0 |
| KR Reykjavik                                               | 3-1 | 1-3 | 1-1 | 1-1 | 4-0 | 1-0 | 1-1 |     | 2-1 | 1-2 | 2-3 | 1-2 |
| Leiknir Reykjavik                                          | 2-0 | 0-1 | 3-3 | 2-1 | 3-0 | 0-1 | 0-0 | 0-2 |     | 2-0 | 1-0 | 2-1 |
| Ungmennafélagið Stjarnan                                   | 4-0 | 0-1 | 1-3 | 0-4 | 2-0 | 2-3 | 2-1 | 0-2 | 0-0 |     | 2-1 | 2-3 |
| Valur Reykjavik                                            | 2-0 | 1-4 | 3-1 | 2-0 | 1-1 | 2-1 | 3-2 | 1-0 | 1-0 | 1-2 |     | 1-1 |
| Víkingur Reykjavik                                         | 1-0 | 2-2 | 3-0 | 2-0 | 2-2 | 1-0 | 3-0 | 1-1 | 2-0 | 3-2 | 2-1 |     |
| - Victoire à domicile - Match nul - Victoire à l'extérieur |     |     |     |     |     |     |     |     |     |     |     |     |

## Bilan de la saison
| Championnat d'Islande de football 2021                             |                               |
| Champion                                                           | Víkingur Reykjavik (6e titre) |
| Coupes et trophées                                                 |                               |
| Vainqueur de la Coupe d'Islande 2021                               | Víkingur Reykjavik            |
| Vainqueur de la Coupe de la Ligue islandaise                       | non disputée                  |
| Vainqueur de la Supercoupe d'Islande                               | non disputée                  |
| Qualifications continentales                                       |                               |
| Ligue des champions de l'UEFA 2022-2023                            | Víkingur Reykjavik            |
| Ligue Europa Conférence 2022-2023                                  | Breiðablik Kópavogur          |
| Promotions et relégations                                          |                               |
| Promus en Championnat d'Islande de football                        | Fram Reykjavik                |
| Promus en Championnat d'Islande de football                        | ÍB Vestmannaeyja              |
| Relégués en Championnat d'Islande de football de deuxième division | HK Kópavogur                  |
| Relégués en Championnat d'Islande de football de deuxième division | Fylkir Reykjavik              |